# Кныш, Яков Антонович
Яков Антонович Кныш (09.09.1917 — 04.08.1961) — советский военнослужащий, участник Великой Отечественной войны, полный кавалер ордена Славы, помощник командира взвода 21-й отдельной гвардейской разведывательной роты гвардии старший сержант — на момент представления к награждению орденом Славы 1-й степени.

## Биография
Родился 9 сентября 1917 года в посёлке медного рудника Улень Ширинского района Республики Хакасии. Окончил 4 класса и курсы трактористов. Работал трактористом в селе Большие Сыры Балахтинского района Красноярского края.
В 1937—1940 годах проходил действительную службу в Красной Армии, служил в пограничных войсках на дальневосточной границе.
В сентябре 1941 года был вновь призван в армию, и снова направлен на дальневосточную границу. На заставе стал одним из лучших следопытов-пограничников, поэтому на просьбу отпустить на фронт всегда получал отказ.
Только в конце 1942 года был направлен на фронт и зачислен в дивизионную разведку 33-й гвардейской стрелковой дивизии, действовавшей в составе Сталинградского фронта.
Участвовал в разгроме котельниковской группировки противника, освобождал Ростов. В первых же боях зарекомендовал себя смелым и в то же время осмотрительным и расчетливым воином и заслужил две медали «За отвагу» и медаль «За оборону Сталинграда».
В дальнейшем воевал на Южном, 4-м Украинском и 1-м Прибалтийском фронтах. 8 апреля 1944 года войска 4-го Украинского фронта, в состав которого входила 33-я гвардейская стрелковая дивизия, приступили к освобождению Крыма, в течение трёх суток была прорвана оборона врага на Перекопе.
В ночь на 11 апреля гвардии красноармеец Кныш действуя в составе головного дозора первым ворвался на окраину села Акташ Джанкойский район, Крым). В бою уничтожил одиннадцать вражеских солдат. Разведчики разгромили гарнизон, захватили село и удерживали его до подхода главных сил дивизии.
Приказом командира 33-й гвардейской дивизии от 21 апреля 1944 года гвардии красноармеец Кныш Яков Антонович награждён орденом Славы 3-й степени.
В мае 1944 года гвардии красноармеец Кныш в составе той же роты участвовал в боях за освобождение Севастополя. Ведя разведку, во главе отделения проник в тыл противника, вышел к Северной бухте на подступах к городу. Завязав бой на берегу бухты, разведчики вызвали панику в стане противника. Главные силы дивизии не замедлили воспользоваться этим и в ту же ночь вышли к бухте. В уличных боях Кныш лично истребил около 15 фашистов, захватил 5 автомобилей с боеприпасами и снаряжением.
Приказом по войскам 2-й гвардейской армии от 3 июня 1944 года гвардии красноармеец Кныш Яков Антонович награждён орденом Славы 2-й степени.
После освобождения Крыма и недолгого отдыха дивизия была переброшена на 1-й Прибалтийский фронт. Совершив перегруппировку, 20 июля 1944 года войска фронта перешли в наступление на шяуляйском направлении. В ходе боев 33-ю гвардейскую стрелковую дивизию контратаковал противник.
30 июля на правом берегу реки Шушве в районе населенного пункта Гринкиши, северо-восточнее города Расейняй гитлеровцам удалось прорваться к штабу дивизии и окружить его. Помощник командира взвода гвардии старший сержант Кныш вместе со взводом занял круговую оборону, и отразил 5 вражеских атак. Лично уничтожил до 15 противников.
В том же районе, участвовал в преследовании разбитых подразделений противника. В районе местечка Гринкишки, уничтожив вражеского офицера связи, захватил ценные документы, позволившие командованию раскрыть замысел врага.
В боях в районе южнее Кёнигсберга гвардии старший сержант Кныш был тяжело ранен, в пятый раз за войну. Восемнадцать ран насчитали врачи на его теле. После долгого лечения в госпитале в конце 1945 года был демобилизован.
Указом Президиума Верховного Совета СССР от 24 марта 1945 года за исключительное мужество, отвагу и бесстрашие, проявленные в боях с вражескими захватчиками, гвардии старший сержант Кныш Яков Антонович награждён орденом Славы 1-й степени. Стал полным кавалером ордена Славы.
Возвратившись на родину, окончил школу шоферов и несколько лет работал в автохозяйстве города Ужур Красноярского края. Но сказались старые раны. Он тяжело заболел и скончался 4 августа 1961 года.
Награждён орденами Красной Звезды, Славы 3-х степеней, медалями, в том числе «За отвагу».